# Ени Чифлик
Ени Чифлик (грч. Νέα Σεβάστεια, Неа Севастија) је насељено место у општини Драма у периферији Источна Македонија и Тракија, Грчка. Према попису из 2021. године био је 431 становник.
Према бугарском географу и историчару, Василу Канчову, у Ени Чифлику је 1900. године живело 150 Словена хришћана и 150 Рома. Током Балканских и Првог светског рата село је настрадало и већи део мештана је избегао, тако је после рата остало 30 житеља. Године 1923. насељено је 80 грчких избегличких породица, којих је на попису из 1928. године било 309.